# INFOnews
Infonews, también conocido como Infonews.com, es un portal noticioso, con actualización las 24 horas. Anteriormente formaba parte del Grupo Veintitrés, y aglutinaba información perteneciente a otros medios del grupo tales como el diario Tiempo Argentino, audios de Radio América y videos del canal de televisión CN23, entre otros. En 2016 cerró durante varios meses, hasta que volvió en agosto de ese año, con sus trabajadores constituyendo una cooperativa. ElArgentino.com

## Historia

### ElArgentino.com
En agosto de 2008, el grupo empresarial Veintitrés decidió tener entre sus productos una plataforma web que fuera un portal de noticias y que a su vez aglutinara allí al resto de sus productos (la revista Veintitrés, Miradas al Sur, etc.). Para ese momento la empresa contaba con el diario en papel de distribución gratuita El Argentino (desde 2008), y decidió bautizar con ese nombre a la versión digital.
Con el proyecto en marcha, contrató a aproximadamente un grupo de diez periodistas que se encargaron de trabajar en el “número cero”, es decir en el proyecto offline. Estarían liderados por Daniel Tognetti, reconocido conductor de televisión. Sin embargo, el proyecto comenzó a tambalear y se vio con dificultades para avanzar. Gracias a la lucha de los trabajadores, la página web continuó y estuvo en línea en octubre de 2008. Los directores para ese entonces eran Pablo Orsi y Ernesto Hadida (quien tras unos meses, se alejó del emprendimiento).
El sitio fue creciendo y el sector empresarial decidió invertir fuertemente en las plataformas en línea. Hasta ese momento ―según Hadida― El Argentino tenía entre 70 000 y 80 000 visitas. En general se seguían los parámetros de la prensa escrita y se trabajaba con cables. De a poco se fueron adquiriendo algunas herramientas web y contenidos propios, sin embargo se utilizaba mayoritariamente material de otras publicaciones del grupo editorial.
El portal iba creciendo, por lo que la empresa decidió relanzarlo. Contrató más periodistas, Diseño y Sistemas reformaron y modernizaron la plataforma y se creó un equipo de Audiovisual. Así, en noviembre de 2011, el diario El Argentino pasó a ser Infonews, el nuevo portal del grupo Veintitrés.

### Surgimiento de INFOnews
En sus comienzos en 2011, el sitio contó con el mismo personal que El Argentino, más algunos periodistas que se incorporaron. Se modernizó su diseño para albergar contenido multimedia y videos. infonews.com: videos 

Refundamos ElArgentino.com, que hoy es INFOnews y es uno de los portales más leídos de país. El Grupo pudo ingresar en las plataformas electrónicas, construyendo el 30 por ciento de los ingresos actuales.
Sergio Szpolski, vicepresidente del Grupo Veintitrés

### Cierre
El 2 de mayo de 2016 se informó mediante un comunicado publicado en el perfil comercial de la empresa en Facebook que el sitio cerraría definitivamente. La medida se tomó en el contexto de la dispersión del Grupo propietario y tras la venta de Tiempo Argentino y Radio América.
El comunicado concluye diciendo:

Queremos agradecer a los millones de usuarios que nos eligieron, comentaron los artículos y los compartieron en las redes sociales. Con ellos construimos un fuerte vínculo que nos ayudó a definir contenidos y mejorar nuestro trabajo. A partir de ahora, mantendremos abierto con nuestros lectores un canal de comunicación a través de Facebook y Twitter, a la espera de reencontrarnos en futuros proyectos.

## Secciones y figuras periodísticas
El portal se actualizaba las 24 horas, contó con importantes publicaciones en la sección de Política, Sociedad, Espectáculos (subportal TodoShow) y con la versión digital del diario deportivo El Gráfico (con actualización permanente). Tiene redactores especializados en temas de moda y mujer (subportal Ahguapas), música (Oirmortales), gastronomía (InfoGourmet), tecnología (Geekye Archivado el 27 de julio de 2014 en Wayback Machine.) y salud (DoctorVid) Además, tenía secciones de Economía y Mundo. Diariamente se publicaban notas de opinión de periodistas y figuras de renombre del Grupo Veintitrés y otros tales como Eduardo Anguita, Hernán Brienza, Roberto Caballero, Gustavo Cirelli, Mariano Closs, Ricardo Forster, Víctor Hugo Morales, Ernesto Tenembaum y Marcelo Zlotogwiazda.

## Multimedia y producciones especiales
INFOnews desarrolló gran cantidad de contenidos multimedia: audio, fotos, videos provenientes del canal CN23, radio América, medios internacionales y en ocasiones del público general. Asimismo contaba con micrositios especializados para ocasiones de gran relevancia, como por ejemplo las elecciones presidenciales de 2011 y el mundial de fútbol de Brasil 2014.

## Directores y grupo editorial
INFOnews formó parte del Grupo Veintitrés junto con el diario Tiempo Argentino, las revistas Veintitrés, Miradas al Sur, las radios América, Vorterix, Rock and Pop, el canal de televisión CN23, entre otros. Los directores del grupo fueron Sergio Szpolski y Matías Garfunkel.

## Personal
Editores responsables
- Matías Garfunkel
- Sergio Szpolski

Director
- Luciano Dolber

Secretario de redacción
- Gustavo Streger

Jefa de editores
- Laura Durán

Editores
- Pablo Albornoz
- Ariel Barreiro
- Federico Clarat
- Jonathan Heguier
- Federico Luzzani
- Damián Profeta
- Horacio Torres
- Esteban Diotallevi
- Juan Manuel Fontán
- Fernanda Soulé
- Cristian Savio

### Subportales
Todoshow
- Mirta Castellani

Oír Mortales
- Martín Emanuel Graziano

AhGuapas
- Lucía Levy

InfoGourmet
- Gisela Carpineta

Redactores
- Juan Ignacio Agosto
- Mirta Castellani
- Pablo Bruetman
- Germán Campisi
- Gisela Carpineta
- Daniel Castelo
- Natalia Coronel
- Nahuel Curone
- Ezequiel Dolber
- Santiago Eguía
- Ammiel Elia
- Cristina Galasso
- Marina Giacometti
- Pablo Méndez Shiff
- Jonathan Müller
- Diego Sampayo
- Yamila Sanmiguel
- Sebastián Silvestri
- Cecilia Toledo
- Florencia Dopazo
- Manuel Caballero

Diseño y Multimedia
- Fernando Lanfranco
- Diego Pintos
- María Laura Rodríguez

Desarrollo
- Nazareno Forlizzi
- Luciano Mizrahi

Sistemas
- Ezequiel Maffeo
- Francisco Forlizzi

Social Media
- Mirta Castellani
- Marina Federman
- María Virginia Quiroga
- Belén Bártoli